# Consorti dei sovrani danesi
Dovuto all'unione, le regine del 1380–1814 furono anche regine di Norvegia, e le regine del 1389–1520 furono (anche se con interruzioni) regine di Svezia.

## Regina consorte di Danimarca
Gorm (940 - 1042) 
| Immagine | Nome                             | Padre | Nascita | Matrimonio | Diventò Consorte | Cessò di essere Consorte | Morte | Consorte  |
| -------- | -------------------------------- | --- | --- | --- | --- | --- | --- | --------- |
|          | Thyra Danebod                    | Thyra potrebbe essere stata la figlia di uno dei capi regionali danesi, probabilmente del sud dello Jutland. Affermazioni secondo le quali Thyra fosse una figlia di re Harald Klak sono state tenute in poco conto a causa dell'impossibilità delle età delle persone coinvolte. Thyra era la figlia di Etelredo, Re d'Inghilterra secondo il Gesta Danorum. Presumibilmente Etelredo I, re di Wessex, è inteso: if Etelredo II, re d'Inghilterra, allora questo è anacronistico.. | Thyra potrebbe essere stata la figlia di uno dei capi regionali danesi, probabilmente del sud dello Jutland. Affermazioni secondo le quali Thyra fosse una figlia di re Harald Klak sono state tenute in poco conto a causa dell'impossibilità delle età delle persone coinvolte. Thyra era la figlia di Etelredo, Re d'Inghilterra secondo il Gesta Danorum. Presumibilmente Etelredo I, re di Wessex, è inteso: if Etelredo II, re d'Inghilterra, allora questo è anacronistico.. | Thyra potrebbe essere stata la figlia di uno dei capi regionali danesi, probabilmente del sud dello Jutland. Affermazioni secondo le quali Thyra fosse una figlia di re Harald Klak sono state tenute in poco conto a causa dell'impossibilità delle età delle persone coinvolte. Thyra era la figlia di Etelredo, Re d'Inghilterra secondo il Gesta Danorum. Presumibilmente Etelredo I, re di Wessex, è inteso: if Etelredo II, re d'Inghilterra, allora questo è anacronistico.. | c. 935 ascesa del marito | c. 958 | c. 958 | Gorm      |
|          | Gyrid Olafsdottir [leggendaria]  | Olof (II) Björnsson (Munsö) | - | | | | | Harald I  |
|          | Tove degli Obodriti              | Mstivoj | - | gennaio 963 | gennaio 963 | 985/6 morte del marito | - | Harald I  |
|          | Gunhild di Venedia [leggendaria] | Burislav di Wendland | forse identica a Sigrid e o la figlia di Mieszko I. | forse identica a Sigrid e o la figlia di Mieszko I. | forse identica a Sigrid e o la figlia di Mieszko I. | forse identica a Sigrid e o la figlia di Mieszko I. | forse identica a Sigrid e o la figlia di Mieszko I. | Sweyn I   |
|          | Sigrid Storråda [leggendaria]    | Skoglar Toste | Den Store Danske Encyklopædi identifica la consorte di Sweyn I come Gunhild, e considera Sigrid la Superba delle saghe basate su di lei, ma prevalentemente un lavoro di "completa finzione". Fonte: Den Store Danske Encyklopædi, CD-ROM edition, entries Gunhild e Sigrid Storråde. | Den Store Danske Encyklopædi identifica la consorte di Sweyn I come Gunhild, e considera Sigrid la Superba delle saghe basate su di lei, ma prevalentemente un lavoro di "completa finzione". Fonte: Den Store Danske Encyklopædi, CD-ROM edition, entries Gunhild e Sigrid Storråde. | Den Store Danske Encyklopædi identifica la consorte di Sweyn I come Gunhild, e considera Sigrid la Superba delle saghe basate su di lei, ma prevalentemente un lavoro di "completa finzione". Fonte: Den Store Danske Encyklopædi, CD-ROM edition, entries Gunhild e Sigrid Storråde. | Den Store Danske Encyklopædi identifica la consorte di Sweyn I come Gunhild, e considera Sigrid la Superba delle saghe basate su di lei, ma prevalentemente un lavoro di "completa finzione". Fonte: Den Store Danske Encyklopædi, CD-ROM edition, entries Gunhild e Sigrid Storråde. | Den Store Danske Encyklopædi identifica la consorte di Sweyn I come Gunhild, e considera Sigrid la Superba delle saghe basate su di lei, ma prevalentemente un lavoro di "completa finzione". Fonte: Den Store Danske Encyklopædi, CD-ROM edition, entries Gunhild e Sigrid Storråde. | Sweyn I   |
|          | (nome sconosciuto)               | Miecislao I di Polonia (Piast) | forse identica a una o entrambe le precedenti | forse identica a una o entrambe le precedenti | forse identica a una o entrambe le precedenti | forse identica a una o entrambe le precedenti | forse identica a una o entrambe le precedenti | Sweyn I   |
|          | Emma di Normandia                | Riccardo I, Duca di Normandia (Normanni) | 985 | luglio 1017 | luglio 1017 | 12 novembre 1035 morte del marito | 6 marzo 1052 | Canuto II |

 Estridsen (1047 - 1375) 
| Immagine                | Nome                                      | Padre                                               | Nascita               | Matrimonio                                 | Diventò Consorte                                                                           | Cessò di essere Consorte              | Morte                             | Consorte                        |
| ----------------------- | ----------------------------------------- | --------------------------------------------------- | --------------------- | ------------------------------------------ | ------------------------------------------------------------------------------------------ | ------------------------------------- | --------------------------------- | ------------------------------- |
|                         | Gyda Anundsdotter di Svezia               | Anund Jacob di Svezia (Munsö)                       | -                     | 1047/48                                    | 1047/48                                                                                    | 1048/49                               | 1048/49                           | Sweyn II                        |
|                         | Gunnhildr Sveinsdóttir                    | Sveinn Hákonarson                                   | -                     | 1050                                       | 1050                                                                                       | 1051/52 matrimonio annullato          | 1060                              | Sweyn II                        |
|                         | Margareta Hasbjörnsdatter                 | jarl Asbjörn Ulfsen                                 | -                     | 1076                                       | 1076                                                                                       | 17 aprile 1080 morte del marito       | -                                 | Harald III                      |
|                         | Adelaide di Fiandra                       | Roberto I, Conte delle Fiandre (Fiandre)            | 1064                  | 17 aprile 1080                             | 17 aprile 1080                                                                             | 10 luglio 1086 morte del marito       | aprile 1115                       | Canuto IV                       |
|                         | Ingegerd Haraldsdotter di Norvegia        | Harald III di Norvegia (Hardrada)                   | 1046                  | 1070                                       | 10 luglio 1086 ascesa del marito                                                           | 18 August 1095 morte del marito       | 1120                              | Olaf I                          |
|                         | Boedil Thurgotsdatter                     | Thrugot Ulfsen Fagerskind                           | 1056                  | prima del 1086                             | 18 agosto 1095 ascesa del marito                                                           | 10 luglio 1103 morte del marito       | tardo 1103                        | Eric I                          |
|                         | Margareta Fredkulla Ingesdotter di Svezia | Ingold I di Svezia (Stenkil)                        | 1080s                 | 1105                                       | 1105                                                                                       | 4 novembre 1130                       | 4 novembre 1130                   | Niels                           |
|                         | Ulvhild Håkonsdotter                      | Haakon Finnsson (Thjotta)                           | 1095                  | 1130                                       | 1130                                                                                       | 4 giugno 1134 sconfitta del marito    | 1148                              | Niels                           |
|                         | Malmfred Mstislavna di Kiev               | Mstislav I, Gran Principe di Kiev (Dinastia Rurik)  | 1105                  | 1131                                       | 4 giugno 1134 ascesa del marito                                                            | 18 luglio 1137 abdicazione del marito | dopo il 1137                      | Eric II                         |
|                         | Lutgarda di Salzwedel                     | Rudolfo, margravio di Salzwedels (Udonen)           | 1110                  | 1144                                       | 1144                                                                                       | 8 agosto 1146 abdicazione del marito  | 29/30 gennaio 1152                | Eric III                        |
|                         | Adelaide di Meißen                        | Corrado, Margravio di Meißen (Wettin)               | -                     | 1152                                       | 1152                                                                                       | 23 ottobre 1157 assassinio del marito | 23 ottobre 1181                   | Sweyn III                       |
|                         | Elena Sverkersdotter di Svezia            | Sverker I di Svezia (Sverker)                       | 1130s                 | 1156                                       | 1156                                                                                       | 9 agosto 1157 assassinio del marito   | dopo il 1157                      | Canuto V                        |
|                         | Sofia di Minsk                            | Principe Volodar di Minsk (Dinastia Rurik)          | 1138/41               | 1157                                       | 1157                                                                                       | 12 maggio 1182 morte del marito       | 5 maggio 1198                     | Valdemaro I                     |
|                         | Gertrude di Baviera                       | Enrico il Leone (Welf)                              | 1152/55               | febbraio 1177                              | 12 maggio 1182 ascesa del marito                                                           | 1º giugno 1197                        | 1º giugno 1197                    | Canuto VI                       |
|                         | Dagmar di Boemia                          | Ottocaro I di Boemia (Přemislidi)                   | 1186                  | 1205                                       | 1205                                                                                       | 24 maggio 1212/13                     | 24 maggio 1212/13                 | Valdemaro II                    |
|                         | Berengaria del Portogallo                 | Sancho I del Portogallo (Borgogna)                  | 1191/14 dicembre 1194 | 18/24 maggio 1214                          | 18/24 maggio 1214                                                                          | 27 marzo/1º aprile 1221               | 27 marzo/1º aprile 1221           | Valdemaro II                    |
|                         | Eleonora di Portogallo                    | Alfonso II del Portogallo (Borgogna)                | 1211                  | 24 giugno 1229 come regina consorte minore | 24 giugno 1229 come regina consorte minore                                                 | 13 maggio 1231                        | 13 maggio 1231                    | Valdemaro il Giovane            |
|                         | Jutta di Sassonia                         | Alberto I, Duca di Sassonia (Ascania)               | 1223                  | 17 novembre 1239                           | 17 novembre 1239 come regina consorte minore 28 marzo 1241 ascesa del marito come unico re | 10 agosto 1250 morte del marito       | prima del 2 febbraio 1267         | Eric IV                         |
|                         | Matilde di Holstein                       | Adolfo IV, Conte di Holstein (Schaumburg)           | 1220/25               | 25 aprile 1237                             | 1º novembre 1250 ascesa del marito                                                         | 29 giugno 1252 morte del marito       | 1288                              | Abele                           |
|                         | Margherita Sambiria                       | Sambor II, Duca di Pomerania (Samboridi)            | 1230                  | 1248                                       | 25 dicembre 1252 ascesa del marito                                                         | 29 maggio 1259 morte del marito       | 1º dicembre 1282                  | Cristoforo I                    |
|                         | Agnese di Brandeburgo                     | Giovanni I, Margravio di Brandeburgo (Ascania)      | 1257                  | 11 novembre 1273                           | 11 novembre 1273                                                                           | 22 November 1286 morte del marito     | 29 settembre 1304                 | Eric V                          |
|                         | Ingeborg Magnusdotter di Svezia           | Magnus III di Svezia (Bjelbo)                       | 1277                  | giugno 1296                                | giugno 1296                                                                                | 5 aprile/15 agosto 1319               | 5 aprile/15 agosto 1319           | Eric VI                         |
|                         | Eufemia di Pomerania                      | Boghislao IV, Duca di Pomerania (Pomerania)         | 1285                  | 1300                                       | 25 gennaio 1320 ascesa del marito                                                          | 26 luglio 1330                        | 26 luglio 1330                    | Cristoforo II                   |
|                         | Elisabetta di Holstein-Rendsburg          | Enrico I, Conte di Holstein-Rendsburg (Schauenburg) | 1300                  | 1330 come regina consorte minore           | 1330 come regina consorte minore                                                           | 1331 divorzio                         | prima del 1340                    | Eric Kristoffersen di Danimarca |
| Interregnum (1332–1340) |                                           |                                                     |                       |                                            |                                                                                            |                                       |                                   |                                 |
|                         | Edvige di Schleswig                       | Eric II, Duca di Schleswig (Abelslægten)            | -                     | prima del 4 giugno 1340                    | prima del 4 giugno 1340                                                                    | 1355 entrò in convento 1374 morte     | 1355 entrò in convento 1374 morte | Valdemaro IV                    |

 Pomerania (1412 - 1439) 
| Immagine | Nome                  | Padre                               | Nascita       | Matrimonio      | Diventò Consorte | Cessò di essere Consorte | Morte          | Consorte |
| -------- | --------------------- | ----------------------------------- | ------------- | --------------- | ---------------- | ------------------------ | -------------- | -------- |
|          | Filippa d'Inghilterra | Enrico IV d'Inghilterra (Lancaster) | 4 giugno 1394 | 26 ottobre 1406 | 26 ottobre 1406  | 7 gennaio 1430           | 7 gennaio 1430 | Eric VII |

 Palatinato-Neumarkt (1440 - 1448) 
| Immagine | Nome                   | Padre                                                      | Nascita | Matrimonio        | Diventò Consorte  | Cessò di essere Consorte        | Morte            | Consorte       |
| -------- | ---------------------- | ---------------------------------------------------------- | ------- | ----------------- | ----------------- | ------------------------------- | ---------------- | -------------- |
|          | Dorotea di Brandeburgo | Giovanni, Margravio di Brandeburgo-Kulmbach (Hohenzollern) | 1430/31 | 12 settembre 1445 | 12 settembre 1445 | 6 gennaio 1448 morte del marito | 10 novembre 1495 | Cristoforo III |

 Oldenburg (1448 - 1863) 
| Immagine                | Nome                                                          | Padre                                                                                    | Nascita          | Matrimonio       | Diventò Consorte                   | Cessò di essere Consorte               | Morte            | Consorte       |
| ----------------------- | ------------------------------------------------------------- | ---------------------------------------------------------------------------------------- | ---------------- | ---------------- | ---------------------------------- | -------------------------------------- | ---------------- | -------------- |
|                         | Dorotea di Brandeburgo                                        | Giovanni, Margravio di Brandeburgo-Kulmbach (Hohenzollern)                               | 1430/31          | 28 ottobre 1449  | 28 ottobre 1449                    | 21 maggio 1481 morte del marito        | 10 novembre 1495 | Cristiano I    |
|                         | Cristina di Sassonia                                          | Ernesto, Elettore di Sassonia (Wettin)                                                   | 25 dicembre 1461 | 6 settembre 1478 | 21 maggio 1481 ascesa del marito   | 20 febbraio 1513 morte del marito      | 8 dicembre 1521  | Giovanni       |
|                         | Isabella d'Asburgo                                            | Filippo I di Castiglia (Asburgo)                                                         | 18 luglio 1501   | 12 agosto 1515   | 12 agosto 1515                     | 20 gennaio 1523 deposizione del marito | 19 gennaio 1526  | Cristiano II   |
|                         | Sofia di Pomerania                                            | Bogislaw X, Duca di Pomerania-Wolgast (Pomerania)                                        | 1498             | 9 ottobre 1518   | 13 aprile 1523 ascesa del marito   | 10 aprile 1533 morte del marito        | 13 maggio 1568   | Federico I     |
| Interregnum (1533–1534) |                                                               |                                                                                          |                  |                  |                                    |                                        |                  |                |
|                         | Dorotea di Sassonia-Lauenburg                                 | Magnus I, Duca di Sassonia-Lauenburg (Ascania)                                           | 9 luglio 1511    | 29 ottobre 1525  | 4 luglio 1534 ascesa del marito    | 1º gennaio 1559 morte del marito       | 7 ottobre 1571   | Cristiano III  |
|                         | Sofia di Meclemburgo-Güstrow                                  | Ulrico III, Duca di Meclemburgo-Güstrow (Meclemburgo-Güstrow)                            | 4 settembre 1557 | 20 luglio 1572   | 20 luglio 1572                     | 4 aprile 1588 morte del marito         | 14 ottobre 1631  | Federico II    |
|                         | Anna Caterina del Brandeburgo                                 | Gioacchino III Federico, Elettore di Brandeburgo (Hohenzollern)                          | 26 giugno 1575   | 27 novembre 1597 | 27 novembre 1597                   | 8 aprile 1612                          | 8 aprile 1612    | Cristiano IV   |
|                         | Sofia Amalia di Brunswick-Lüneburg                            | Giorgio, Duca di Brunswick-Lüneburg (Brunswick-Lüneburg)                                 | 24 marzo 1628    | 1º ottobre 1643  | 28 febbraio 1648 ascesa del marito | 9 febbraio 1670 morte del marito       | 20 febbraio 1685 | Federico III   |
|                         | Carlotta Amalia d'Assia-Kassel                                | Guglielmo VI, Langravio d'Assia-Kassel (Assia-Kassel)                                    | 27 aprile 1650   | 25 giugno 1667   | 9 febbraio 1670 ascesa del marito  | 25 agosto 1699 morte del marito        | 27 marzo 1714    | Cristiano V    |
|                         | Luisa di Meclemburgo-Güstrow                                  | Gustavo Adolfo, Duca di Meclemburgo-Güstrow (Meclemburgo-Güstrow)                        | 28 agosto 1667   | 5 dicembre 1695  | 25 agosto 1699 ascesa del marito   | 15 marzo 1721                          | 15 marzo 1721    | Federico IV    |
|                         | Anna Sofia von Reventlow                                      | Corrado, Conte von Reventlow (Reventlow)                                                 | 16 aprile 1693   | 4 aprile 1721    | 4 aprile 1721                      | 12 ottobre 1730 morte del marito       | 7 gennaio 1743   | Federico IV    |
|                         | Sofia Maddalena di Brandeburgo-Kulmbach                       | Cristiano Enrico, Margravio di Brandeburgo-Bayreuth-Kulmbach (Hohenzollern)              | 28 novembre 1700 | 7 agosto 1721    | 12 ottobre 1730 ascesa del marito  | 6 agosto 1746 morte del marito         | 27 maggio 1770   | Cristiano VI   |
|                         | Luisa di Gran Bretagna                                        | Giorgio II di Gran Bretagna (Hannover)                                                   | 7 dicembre 1724  | 11 dicembre 1743 | 6 agosto 1746 ascesa del marito    | 19 dicembre 1751                       | 19 dicembre 1751 | Federico V     |
|                         | Giuliana Maria di Brunswick-Wolfenbüttel                      | Ferdinando Alberto II, Duca di Brunswick-Wolfenbüttel (Brunswick-Bevern)                 | 4 settembre 1729 | 8 luglio 1752    | 8 luglio 1752                      | 13 gennaio 1766 morte del marito       | 10 ottobre 1796  | Federico V     |
|                         | Carolina Matilde di Gran Bretagna                             | Federico, Principe di Galles (Hannover)                                                  | 11 luglio 1751   | 8 novembre 1766  | 8 novembre 1766                    | 10 maggio 1775                         | 10 maggio 1775   | Cristiano VII  |
|                         | Maria Sofia Federica d'Assia-Kassel                           | Langravio Carlo d'Assia-Kassel (Assia-Kassel)                                            | 28 ottobre 1767  | 31 luglio 1790   | 13 marzo 1808 ascesa del marito    | 3 dicembre 1839 morte del marito       | 21 marzo 1852    | Federico VI    |
|                         | Carolina Amalia di Schleswig-Holstein-Sonderburg-Augustenburg | Federico Cristiano II di Schleswig-Holstein (Schleswig-Holstein-Sonderburg-Augustenburg) | 28 giugno 1796   | 22 maggio 1815   | 3 dicembre 1839 ascesa del marito  | 20 gennaio 1848 morte del marito       | 9 marzo 1881     | Cristiano VIII |

 Schleswig-Holstein-Sonderburg-Glücksburg (1863 - attuale) 
| Immagine | Nome                                 | Padre                                                                           | nascita          | Matrimonio     | Diventò Consorte                   | Cessò di essere Consorte         | Morte             | Consorte      |
| -------- | ------------------------------------ | ------------------------------------------------------------------------------- | ---------------- | -------------- | ---------------------------------- | -------------------------------- | ----------------- | ------------- |
|          | Luisa d'Assia-Kassel                 | Langravio Guglielmo d'Assia-Kassel (Assia-Kassel)                               | 7 settembre 1817 | 26 maggio 1842 | 15 novembre 1863 ascesa del marito | 29 settembre 1898                | 29 settembre 1898 | Cristiano IX  |
|          | Luisa di Svezia                      | Carlo XV di Svezia (Bernadotte)                                                 | 31 October 1851  | 28 July 1869   | 29 gennaio 1906 ascesa del marito  | 14 maggio 1912 morte del marito  | 20 marzo 1926     | Federico VIII |
|          | Alessandrina di Meclemburgo-Schwerin | Federico Francesco III, Granduca di Meclemburgo-Schwerin (Meclemburgo-Schwerin) | 24 dicembre 1879 | 26 aprile 1898 | 14 maggio 1912 ascesa del marito   | 20 aprile 1947 morte del marito  | 28 dicembre 1952  | Cristiano X   |
|          | Ingrid di Svezia                     | Gustavo VI Adolfo di Svezia (Bernadotte)                                        | 28 marzo 1910    | 24 maggio 1935 | 20 aprile 1947 ascesa del marito   | 14 gennaio 1972 morte del marito | 7 novembre 2000   | Federico IX   |
|          | Henri de Laborde de Monpezat         | André, Conte de Laborde de Monpezat (Laborde de Monpezat)                       | 11 giugno 1934   | 10 giugno 1967 | 14 giugno 1972 ascesa della moglie | 13 febbraio 2018                 | 13 febbraio 2018  | Margherita II |
|          | Mary Elizabeth Donaldson             | John Dalgleish Donaldson                                                        | 5 febbraio 1972  | 14 maggio 2004 | 14 gennaio 2024 ascesa del marito  | in carica                        | in carica         | Federico X    |